# 長束正家
長束 正家（なつか まさいえ／ながつか まさいえ）は、戦国時代から安土桃山時代にかけての武将、大名。豊臣政権の五奉行の一人。父は水口盛里（安芸守）といわれる。弟に直吉らがいる。近江国水口岡山城主。

## 生涯

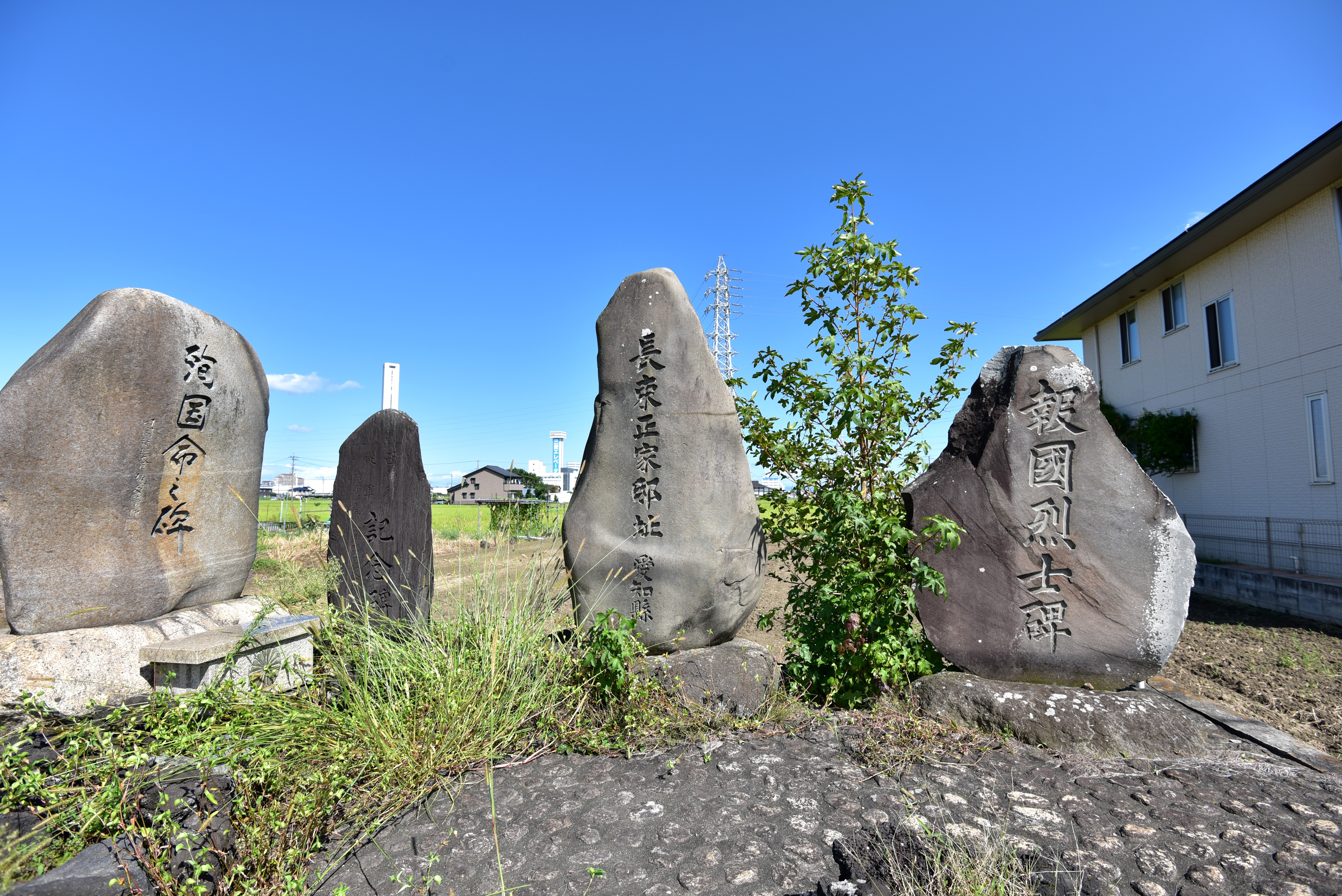
長束正家邸址（愛知県稲沢市長束町）

本姓は大蔵氏という。別説にもともとは水口氏で天正年間、居城水口城が落城したため長束村に在し、その地名を取って長束を称したとの記録もある。また、西行庵には、西行の子・隆聖の末裔である佐藤正岑という人物の末裔であるという伝説がある。熊本藩の侍帳の正家の子孫の項目には正家の父・盛里までを水口氏とし、正家以降を長束氏として記録している。
永禄5年（1562年）、水口盛里の長男として近江国栗太郡長束村（尾張国説もある）で生まれたといわれる。

### 秀吉近臣時代
初め丹羽長秀に仕えたが、天正13年（1585年）に豊臣秀吉の奉公衆に抜擢され、丹羽氏が大減封処分を受けると財政上不正があったと豊臣家より糾弾されたが、正家は帳簿を証拠として提出し、これに抵抗した。 この後豊臣氏直参の家臣になった。高い算術能力を買われて財政を一手に担い、豊臣氏の蔵入地の管理や太閤検地の実施に当たった。
天正14年（1586年）の九州平定、天正18年（1590年）小田原征伐では兵糧奉行として兵糧の輸送に活躍し、20万石の兵糧を滞りなく輸送したほか、小田原周辺において米3万石を買占め小田原城を兵糧攻めにした。支城の戦いでは家臣・家所帯刀、臼杵平四郎、一宮善兵衛、有坂宮内、増田新次郎らが忍城攻めにおいて武功を立てている。戦後には家臣であった弟の正隆が秀吉の直参に取り立てられている。文禄・慶長の役では肥前名護屋に在陣し兵糧奉行も務めた。またこの際には京都の秀吉との中継役も務めていたようで、虎狩で得た虎を秀吉へと贈った朝鮮在陣中の亀井茲矩に対して、防禦指示を兼ねた代筆礼状を祐筆役としての署名と共に返信している記録が残る。
この間、天正14年（1586年）には本多忠勝の妹・栄子を正室に迎え、天正17年（1589年）には長男・半右衛門助信が誕生している。半右衛門には山中三十郎が家老として付けられた（『北野社家日記』）。天正18年（1590年）正月13日には人質として上洛した徳川秀忠の出迎えの任に当たるなど、徳川家との関係も深かった。
農村支配にも関与しており、文禄3年（1594年）2月には豊臣秀次とも相談の上、中川秀成の豊後入封に際し隣接する蔵入地代官太田一吉に協力を求めて戦乱によって荒廃した農村の再建、逃亡した農民の還住策を指示している。また、同時期に伏見城の造営にも参画している。

### 水口城主時代
文禄4年（1595年）に近江水口城5万石を拝領し、五奉行の末席に名を連ねる。慶長2年（1597年）には、12万石に加増され、官位も従四位下侍従に昇任した。領内ではのちに家松山大徳寺となる浄慶寺に保護を加え、この縁故によって後年遺児が同寺に迎えられ三世門跡・還誉岌閑となる。蒲生秀行が減封された際には、松田秀宣らの蒲生浪人を召抱えた。

### 関ヶ原

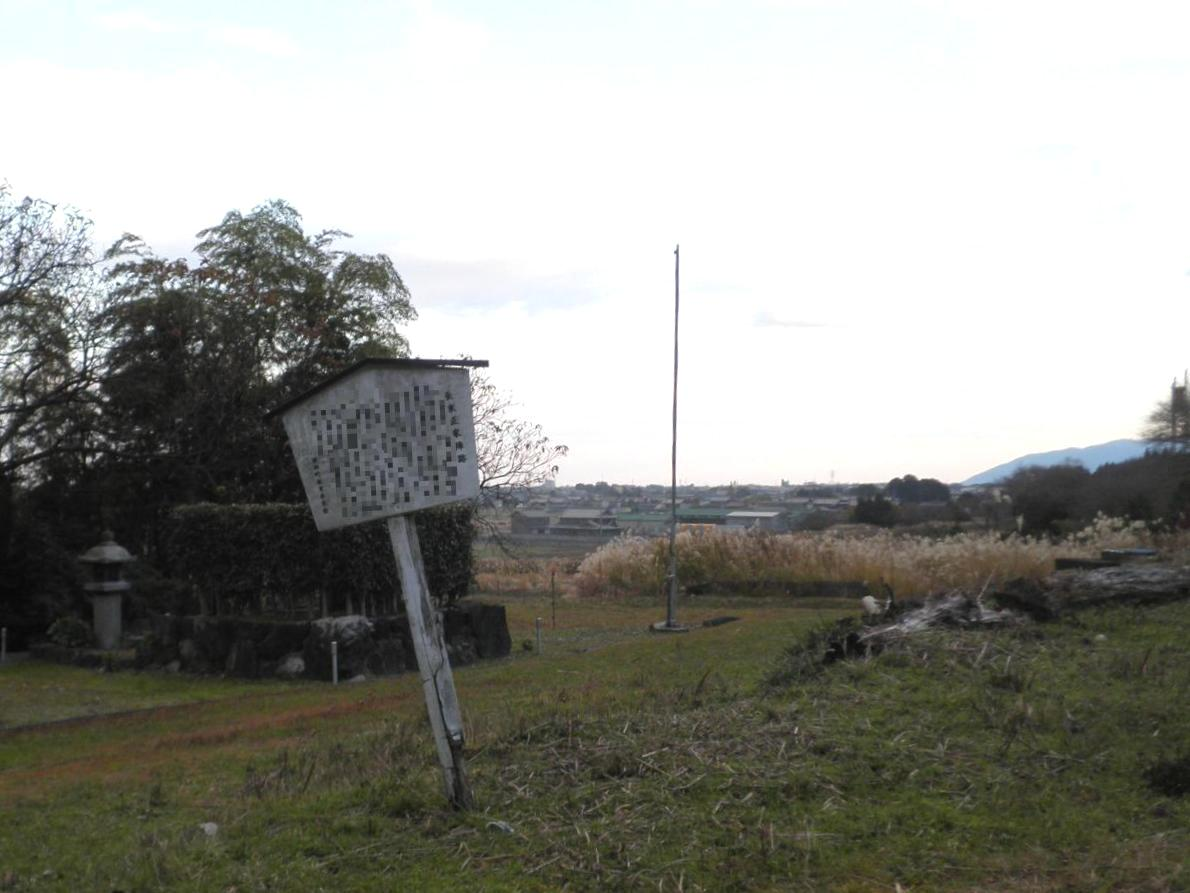
関ヶ原の戦いの長束正家陣跡（岐阜県不破郡垂井町）

秀吉没後は石田三成方に与し、家康打倒の謀議に参加するが、家康の伏見城入城を阻止できず、前田玄以と共に家康に会津征伐の中止を嘆願したが聞き入れられないなど、功を奏しなかった。さらに息子と家臣が水口にて会津征伐へ向かう家康の暗殺を謀っているとの噂が立ち、甲賀衆篠山景春の通報によって家康は城下を素通りした。
慶長5年（1600年）5月5日付の堅田元慶宛の正家書状（『毛利家文書』）で正家が、政権の一連の知行宛行状の継目に毛利輝元の加判を仰いでいることから、輝元への連絡役を任じていた節が認められる。この年、三成らとともに毛利輝元を擁立して挙兵する。伏見城攻めの際には、家臣甲賀衆鵜飼藤助が､松の丸を守備する深尾元春配下の甲賀衆と矢文で交信し、甲賀に残した妻子の安全を保証し恩賞を与える条件で寝返りを勧め、その内部放火を突撃の口火にする秘策により城を落城に導く功をあげた（『関ヶ原始末記』）。8月下旬には伊勢安濃津城を攻略する(安濃津城の戦い)。しかし伊勢方面の戦いでは少数の敵船団を家康の本隊と誤認して退却する失態も犯している。この後、弟・直吉に水口岡山城の守備を任せて大垣城へと向かった。
関ヶ原の戦いでは毛利秀元・吉川広家とともに南宮山（岐阜県不破郡垂井町）に布陣し合戦前には浅野隊と南宮大社付近で交戦、池田輝政隊と銃撃戦を展開したが、広家の妨害のため、秀元や長宗我部盛親ら同様に本戦に参加できず、西軍が壊滅すると撤退した。
戦場離脱後は水口城を目前に山岡道阿弥率いる軍勢の攻撃を受けて敗走、弟・玄春が捕らえられ、処刑されている。正家は松田秀宣の活躍で入城に成功するも、寄せ手の亀井茲矩・池田長吉に本領の安堵を約束されるが城から出たところ欺かれ捕縛された。正家は弟・直吉と共に家臣・奥村左馬助の介錯で切腹した。享年39という。重臣6名も同日、近江日野で切腹させられた。首は京都三条橋で晒され、財産は池田長吉に奪われたという。
水口岡山城があった古城山の山頂には麓の大岡寺の奥の院である阿迦之宮が建っており、そこに正家の霊が祀られている。
なお、江戸期に京都で両替商を営んだ長束家には正家の子孫との伝承が残る。

## 関連作品
小説
- 伊東潤「戦は算術に候」（『国を蹴った男』収録、2012年、講談社 / 2015年、講談社文庫）
- 岩井三四二『天下を計る』（2016年、PHP研究所）
- 今村翔吾『五葉のまつり』（2024年、新潮社）- 五奉行を題材とした作品

映画
- 『のぼうの城』（2012年、東宝、アスミック・エース、TBS、演：平岳大）

テレビドラマ
- 『関ヶ原』（1981年、TBS、演：森塚敏）
- 『葵 徳川三代』（2000年、NHK大河ドラマ、演：黒沢年雄)
- 『功名が辻』（2006年、NHK大河ドラマ、演 : 草薙良一）
- 『軍師官兵衛』（2014年、NHK大河ドラマ、演：佐久間哲)
- 『真田丸』（2016年、NHK大河ドラマ、演：木津誠之)
- 『どうする家康』（2023年、NHK大河ドラマ、演：長友郁真）